# Касымова, Адолат Тимуровна
Адолат Тимуровна Касымова (род. 1 января 1938 года) — советский хозяйственный, государственный и политический деятель.

## Биография
Родилась в 1938 году. Член ВКП(б) с 1963 года.
С 1958 года — на хозяйственной, общественной и политической работе. В 1958—1990 гг. — работница шёлковой отрасли в Таджикской ССР, директор Душанбинской швейной фирмы «Гулистон», министр бытового обслуживания населения Таджикской ССР, секретарь Президиума Верховного Совета Таджикской ССР, министр социального обеспечения Таджикской ССР.
Избиралась депутатом  Совета Союза 6-го, 7-го и 8-го созывов, Совета Национальностей Верховного Совета СССР 9-го созыва, Верховного Совета Таджикской ССР 10-го и 11-го созывов.